# Basílio II de Moscou
Basílio II (Moscou, 10 de março de 1415 – Moscou, 27 de março de 1462), apelidado de "o Cego", foi o Grão-Príncipe de Moscou de 1425 até sua morte. Era filho do grão-príncipe Basílio I e sua esposa Sofia da Lituânia.